# Portada/article gener 19

## Metro de Barcelona
El Metro de Barcelona és una xarxa de ferrocarril metropolità soterrat que dona servei a Barcelona, l'Hospitalet de Llobregat, Cornellà de Llobregat, Santa Coloma de Gramenet, Badalona, Sant Boi de Llobregat i Montcada i Reixac. Aquest llistat de ciutats es veurà ampliat quan finalitzin les obres de la línia 9 i altres projectes d'ampliació de la xarxa, millorant considerablement les connexions entre el Barcelonès i el Baix Llobregat.